# Colonia Libres Sur
Colonia Libres Sur är en ort i Mexiko.   Den ligger i kommunen Juchique de Ferrer och delstaten Veracruz, i den sydöstra delen av landet, 260 km öster om huvudstaden Mexico City. Colonia Libres Sur ligger 602 meter över havet och antalet invånare är 144.
Terrängen runt Colonia Libres Sur är kuperad åt nordost, men åt sydväst är den bergig. Runt Colonia Libres Sur är det ganska tätbefolkat, med 75 invånare per kvadratkilometer. Närmaste större samhälle är Plan de las Hayas, 6,1 km söder om Colonia Libres Sur. I omgivningarna runt Colonia Libres Sur växer i huvudsak städsegrön lövskog.